# Italienischer Bauerntanz
L'Italienischer Bauerntanz ("dansa pagesa italiana") o Bauerntanz zweier Kinder ("dansa pagesa de dos nens") és un curtmetratge documental mut en blanc i negre alemany de 1895 dirigit per Max Skladanowsky. La pel·lícula captura dos nens, Ploetz i Lorella, ballant.
Va ser part de la pel·lícula Wintergartenprogramm.